# Bankor

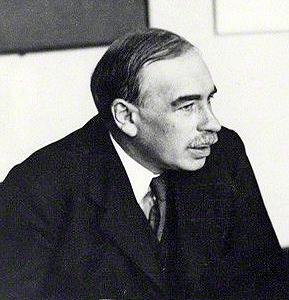
John Maynard Keynes (1933)

Bankor – międzynarodowa jednostka rozliczeniowa zaproponowana przez Ernsta Friedricha Schumachera i Johna Maynarda Keynesa w czasie konferencji w Bretton Woods.
Bankor miałby być wykorzystywany w handlu międzynarodowym. Emisja bankora miała przede wszystkim służyć finansowaniu odbudowy po II wojnie światowej oraz prowadzeniu zrównoważonej światowej polityki finansowej. Keynes proponował również utworzenie Międzynarodowej Unii Clearingowej. W czasie konferencji w Bretton Woods głównymi przeciwnikami rozwiązania proponowanego przez Keynesa byli Amerykanie (na czele z Harrym Dexterem White’em) dążący do uprzywilejowania dolara. Ostatecznie w czasie konferencji propozycja stworzenia bankora została odrzucona, a dzięki rozwiązaniom z konferencji dolar stał się walutą o zasięgu światowym. Według koncepcji Keynesa osoby fizyczne nie mogły posiadać bankorów ani nimi handlować. Każdy towar eksportowany przez państwo członkowskie dodawał by mu bankory, a każdy towar importowany by je odejmował. Po kryzysie finansowym z lat 2007–2009 kilkukrotnie poruszano temat ewentualnego stworzenia jednostki proponowanej przez Keynesa (szef Ludowego Banku Chin Zhou Xiaochuan mówił, że podejście Keynesa było dalekwzroczne). Obecnie bankor jest także nazwą kryptowaluty.